# فيرخنيايا تورا
فيرخنيايا تورا (بالروسية: Верхняя Тура) هي إحدى مدن روسيا في الكيان الفدرالي الروسي سفيردلوفسك أوبلاست.